# 伊牟田經久
伊牟田 經久（伊牟田 経久、いむた つねひさ、1931年1月14日 - 2025年8月11日）は、日本の日本語学者、日本古典文学研究者。鹿児島大学名誉教授、志學館大学名誉教授。『蜻蛉日記』など平安期の国語国文学研究や、『大石兵六夢物語』など江戸時代の鹿児島文学の研究で知られ、鹿児島大学教育学部長、志學館大学文学部長、志學館大学学長を歴任した。

## 人物
鹿児島県揖宿郡喜入村（後に揖宿郡喜入町、2004年鹿児島市へ編入）生まれ。1952年東京高等師範学校文科第二部（国語専攻）卒業。高等師範卒業後、鹿児島県指宿高等学校教諭を3年間務め、在職中に校歌を作詞。高校教諭を退職して東京教育大学（現筑波大学）文学部文学科国語国文学専攻3年次に編入学し、1957年3月に卒業。東京教育大学では佐伯梅友門下。1957年4月広島女子短期大学（後の広島女子大学、現県立広島大学）助手に着任し、後に講師、助教授、広島女子大学文学部助教授。1971年に鹿児島大学教育学部へ移り、助教授、教授、教育学部長を歴任。1996年に鹿児島大学を停年退官して名誉教授の称号を授与され、鹿児島女子大学教授に就任。1999年の鹿児島女子大学の改称により志學館大学教授となり、文学部長も務める。2003年志學館大学学長に就任（2007年に辰村吉康が後任）。志學館大学名誉教授の称号を受ける。志學館大学の大学歌や、鹿児島大学教育学部同窓会の歌「我が友よ」の作詞も担当した。
共編著書に『かげろふ日記総索引』（風間書房）、『日本古典文学全集 土佐日記・蜻蛉日記』（小学館）、著書に『「大石兵六夢物語」のすべて』（南方新社）、『かごしま昔物語『倭文麻環』の世界』（南方新社）などがある。『「大石兵六夢物語」のすべて』で2007年に南日本出版文化賞を受賞。2009年に瑞宝中綬章を受章。洋画家の伊牟田經正は弟。
2025年8月11日、老衰のため鹿児島市内の病院で死去（94歳没）。